# Seis días de Leipzig
Los Seis días de Leipzig era una carrera de ciclismo en pista, de la modalidad de seis días, que se corría a Leipzig (Alemania). Su primera edición data del 1928 pero solo duró hasta el año siguiente. Pasaron casi 70 años hasta que se volviera a disputar, pero no tuvo continuidad.

## Palmarés
| Año       | Ganadores                           | Segundos                            | Terceros                        |
| --------- | ----------------------------------- | ----------------------------------- | ------------------------------- |
| 1928      | Costante Girardengo Antonio Negrini | Erich Junge Willy Rieger            | Oskar Tietz Jules Van Hevel     |
| 1929      | Karl Göbel Emil Richli              | Paul Buschenhagen Theo Frankenstein | Gottfried Hürtgen Viktor Rausch |
| 1930-1996 | ediciones no realizadas             |                                     |                                 |
| 1997      | Kurt Betschart Bruno Risi           | Silvio Martinello Marco Villa       | Jimmi Madsen Jens Veggerby      |
| 1998      | Andreas Kappes Etienne De Wilde     | Tayeb Braikia Jimmi Madsen          | Jens Lehmann Scott McGrory      |